# مارتن جنكينز كروفورد
مارتن جنكينز كروفورد (بالإنجليزية: Martin Jenkins Crawford)‏ هو قاضي ودبلوماسي ومحامي وسياسي أمريكي، ولد في 17 مارس 1820 في مقاطعة جاسبر في الولايات المتحدة، وتوفي في 23 يوليو 1883 في كولومبوس في الولايات المتحدة. حزبياً، نشط في الحزب الديمقراطي. وقد انتخب عضو مجلس نواب جورجيا وانتخب عضو مجلس النواب الأمريكي.